# Marcus Lindberg
Marcus Lindberg, né le 27 juin 2000 au Danemark, est un footballeur danois qui évolue au poste de milieu offensif à l'IK Sirius.

## Biographie

### Hvidovre IF
Né au Danemark, Marcus Lindberg est formé au AB avant de poursuivre sa formation au Lyngby BK. Il ne joue toutefois aucun match en équipe première avec ces deux clubs et lors de l'été il rejoint le Hvidovre IF. C'est avec ce club qu'il joue son premier match en professionnel, lors d'une rencontre de coupe du Danemark, contre le Brønshøj BK le 28 août 2019. Il entre en jeu et se fait remarquer en marquant également son premier but, donnant par la même occasion la victoire à son équipe dans les prolongations (1-2 score final).
Le 6 septembre 2019, Lindberg prolonge son contrat avec le Hvidovre IF de deux années supplémentaires.
Il fait ses débuts dans l'élite du football danois le 21 juillet 2023, contre le FC Midtjylland, lors de la première journée de la saison 2023-2024. Il est titularisé et son équipe est battue par un but à zéro.

### IK Sirius
Le 26 janvier 2024, Marcus Lindberg rejoint la Suède afin de s'engager en faveur de l'IK Sirius. Il signe un contrat courant jusqu'en juin 2028.
Il joue son premier match sous ses nouvelles couleurs le 18 février 2024 contre l'Utsiktens BK, en coupe de Suède. Il est titularisé et son équipe s'impose par deux buts à zéro.